# Никейско-латино-болгарская война (1233—1241)
Никейско-латино-болгарская война — конфликт между Никейской империей, Болгарией и Латинской империей в 1233—1241.

## Политическая ситуация
В войне с никейцами в 1224—1225 Латинская империя потеряла почти все владения в Малой Азии. Пытаясь укрепить положение своего государства, латинские бароны вступили в переговоры с болгарским царем Иваном Асенем II о браке его дочери с малолетним императором Бодуэном II и передаче Ивану Асеню регентства в Латинской империи до совершеннолетия императора. Католическое духовенство выступило против этого проекта, и в результате в 1229 был заключён договор с бывшим королём Иерусалимским Жаном де Бриенном.
Два года Жан де Бриенн собирал войска во Франции и Италии, в апреле 1231 заключил с Венецией соглашение, по которому республика предоставляла ему 40 кораблей. В августе или сентябре 1231 Жан де Бриенн прибыл в Константинополь и был коронован соимператором.

## Поход Жана де Бриенна
В 1233 Жан де Бриенн высадился в гавани Олкос близ Лампсака. У Иоанна Ватаца не хватало сил отразить вторжение, так как значительная часть его войск действовала на Родосе, другие же разошлись на зиму по домам. С имевшимися войсками Ватац стал лагерем на некотором расстоянии от Лампсака, преградив латинянам путь к горным проходам. Продовольственные запасы области были по его приказу вывезены в горы, поэтому латинским войскам пришлось действовать вдоль побережья, не углубляясь во внутренние районы. Бриенн двинулся берегом Пропонтиды в сторону Кизика, Иоанн Ватац шёл параллельно ему по предгорью. Единственным успехом латинских войск за четыре месяца кампании стало взятие крепости Пиги, которую захватили хитростью. Удержаться там они все равно не смогли и эвакуировались в Константинополь.

## Никейско-болгарский союз
Вскоре начались переговоры о союзе Никеи с Болгарией, причём, по-видимому, по инициативе Ивана II Асеня, которому не удалось овладеть Константинополем мирным путём, а военные силы были недостаточны. Ватац предложил скрепить договор заключением брака между своим сыном Феодором и дочерью Асеня Еленой. К концу 1234 договор был заключён. К нему примкнул и находившийся под влиянием Ивана Асеня Мануил Фессалоникийский. Весной 1235 Ватац переправился через Геллеспонт, захватил после краткой осады Галлиполи, отобрав его у венецианцев, а также овладел окружающею областью, которая частью подчинилась добровольно. Туда же прибыл и Иван Асень с семьей. Ватац с женой и дочерью болгарского царя переправился в Лампсак, где патриарх Герман совершил обряд бракосочетания. Елена со свекровью отправилась в Никею, а оба государя начали совместные действия против латинян.
В течение лета и осени 1235 никейцы и болгары захватили у латинян большую часть Фракии. Границей между Болгарией и западными владениями Никейской империи стала река Марица в её нижнем течении от устья почти до Дидимотики. В 1235 болгары и никейцы осадили Константинополь, но приближение зимы и отсутствие средств для штурма заставили их снять осаду. На следующий год они вернулись и снова обложили город с суши и моря.
Уже в 1235, после потери значительной территории, а затем снова в 1236 Жан де Бриенн обратился за помощью к Венеции и князю Ахайи Жоффруа II Виллардуэну. Но помощь Запада не помогла избежать потерь в 1236; прежде всего был взят важный город-крепость Цурул (ныне Чорлу). Поэтому, вероятно осенью 1236, латиняне просили Иоанна Ватаца о перемирии.
Союз между Болгарией и Никейской империи оказался непрочным, так как обе стороны претендовали на Константинополь, а потому, чем ближе представлялась победа, тем явственнее обнаруживались противоречия между союзниками.

## Болгаро-латинский союз
23 марта 1237 Жан де Бриенн умер, и Иван Асень вступил в переговоры с папой, надеясь заключить союз с латинянами, в котором ему принадлежала бы решающая роль. Он попросил Ватаца доставить Елену к Адрианополю, будто бы для свидания с отцом. При никейском дворе хорошо понимали истинную подоплёку этой просьбы, но Елену все-таки привезли к отцу, и она тотчас была отправлена в Тырнов. Болгарский царь разорвал отношения с Никейской империей и подписал договор с регентом Латинской империи Ансо де Кайо.
К антиникейскому союзу были привлечены и половцы, которые в это время, спасаясь от монголов перешли Дунай, затем Балканский хребет и опустошили всю Фракию до Эноса. Цурул между тем уже находился в руках Ватаца. Осенью 1237 болгары, латиняне и половцы осадили Цурул, но в это время из Болгарии пришла печальная весть: Тырнов посетила чума, от которой погибли жена Ивана Асеня, его ребёнок и патриарх. Иван Асень тотчас отвел свои войска от Цурула и вернулся в Болгарию. Прекратили осаду и латиняне.
Постигшее болгарского царя несчастье тяжело подействовало на него. Он решил, что оно было карой господней за нарушение брачного союза и договора с Ватацем. К тому же переговоры, которые он вел с папой в течение 1237, ни к чему не привели. В Никею были отправлены послы, и союз с Ватацем в конце 1237 был восстановлен. Елена вернулась к своему юному мужу.

## Экспедиция Бодуэна II
Император Бодуэн II в 1236 отправился во Францию собирать войска. Там он пробыл до середины лета 1239. Он заложил Намюрское маркграфство Людовику IX за 50 тыс. ливров, а регент в Константинополе Ансо де Кайо с согласия баронов заложил в 1238 терновый венец Спасителя венецианцам за 13 тыс. иперпиров. Во Франции удалось навербовать 30-тыс. войско, которое весной 1239 спустилось левым берегом Роны к альпийским перевалам, а затем прошло в Северную Италию. Папа Григорий IX просил императора Фридриха II пропустить крестоносцев через свои владения в Южной Италии, но Фридрих, находившийся в союзе с Ватацем, отказал и закрыл для них итальянские гавани, а самого Бодуэна посадил под стражу в Ломбардии. Только по требованию Людовика IX император согласился выпустить крестоносцев из Италии.
Латинскому императору удалось достигнуть окрестностей Константинополя лишь в конце 1239, пройдя сушей через Венгрию и Болгарию. По пути он заключил союз с половцами. Болгарский царь, хоть и был на тот момент в союзе с Иоанном Ватацем, пропустил через свою территорию крестоносцев, отговорившись тем, что его к этому принудили силой.
Ватац пытался найти союзников на Западе. Генуэзцы в 1238 направили к никейскому императору два посольства с предложениями союза сначала против Фридриха II, а потом, по-видимому, и против Венеции. Ватац направил в Геную своего посла, но когда тот прибыл, выяснилось, что генуэзцы уже заключили оборонительный союз с Венецией.
Латиняне и половцы осадили Цурул, в котором оборонялся великий хартуларий Иоанн Петралифа. Крепость сдалась, вероятно, весной или летом 1240.

## Сражение в Мраморном море. Перемирие
Во время осады Цурула Иоанн с войском и флотом вышел из Никомидии и захватил на западном берегу Босфора крепости Дакибузу (ныне Гебзе) и Никитат (Эскихисар), однако флот потерпел поражение. Опытный командующий никейским флотом пансеваст севаст Мануил Контофре, латинянин по происхождению, осмелился заявить императору, что греческие корабли уступают латинским, и был за это смещен со своего поста. На его место назначили некоего Жофре из Армении (Киликийской), который оказался никудышным флотоводцем, и в бою с венецианцами, которыми командовал их подеста в Константинополе Микаэль Джованни, никейцы были разбиты (весной 1241).

Ибо, имея тридцать триер, он был побежден тринадцатью и потерял столько же, сколько их было у противника. Каждый их корабль получил в качестве добычи один наш с людьми и вооружением. Так это было.— Георгий Акрополит. История, 37 (СПб., 2005. С. 75)
При посредничестве Фридриха II 24 июня 1241 было заключено двухгодичное перемирие с Бодуэном II, а в 1244, по просьбе Бодуэна, перемирие ещё на год.

## Итоги
В результате войны никейскому императору удалось выбить латинян из Малой Азии и закрепиться на европейском берегу, но Константинополем овладеть не удалось из-за превосходства венецианцев на море. Болгария несколько расширила свои владения за счёт Латинской империи, но со смертью в 1241 Ивана Асеня Болгарском царству пришлось отказаться от многих амбиций.